# Potamyia arachne
Potamyia arachne är en nattsländeart som beskrevs av Malicky 1998. Potamyia arachne ingår i släktet Potamyia och familjen ryssjenattsländor. Inga underarter finns listade i Catalogue of Life.